# متحف التاريخ الطبيعي فيينا

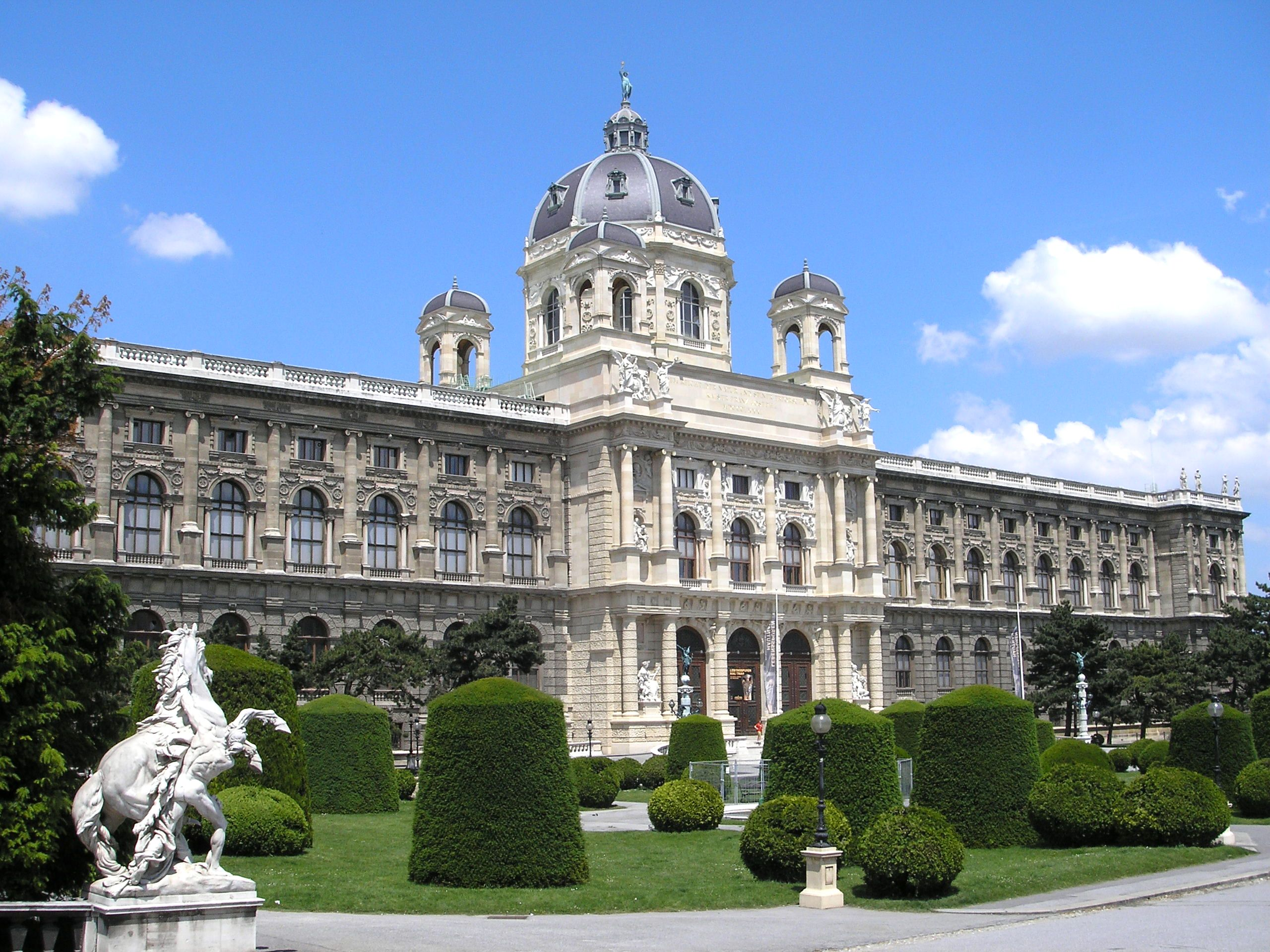
متحف التاريخ الطبيعي بميدان ماريا تيريزا Maria-Theresien-Platz

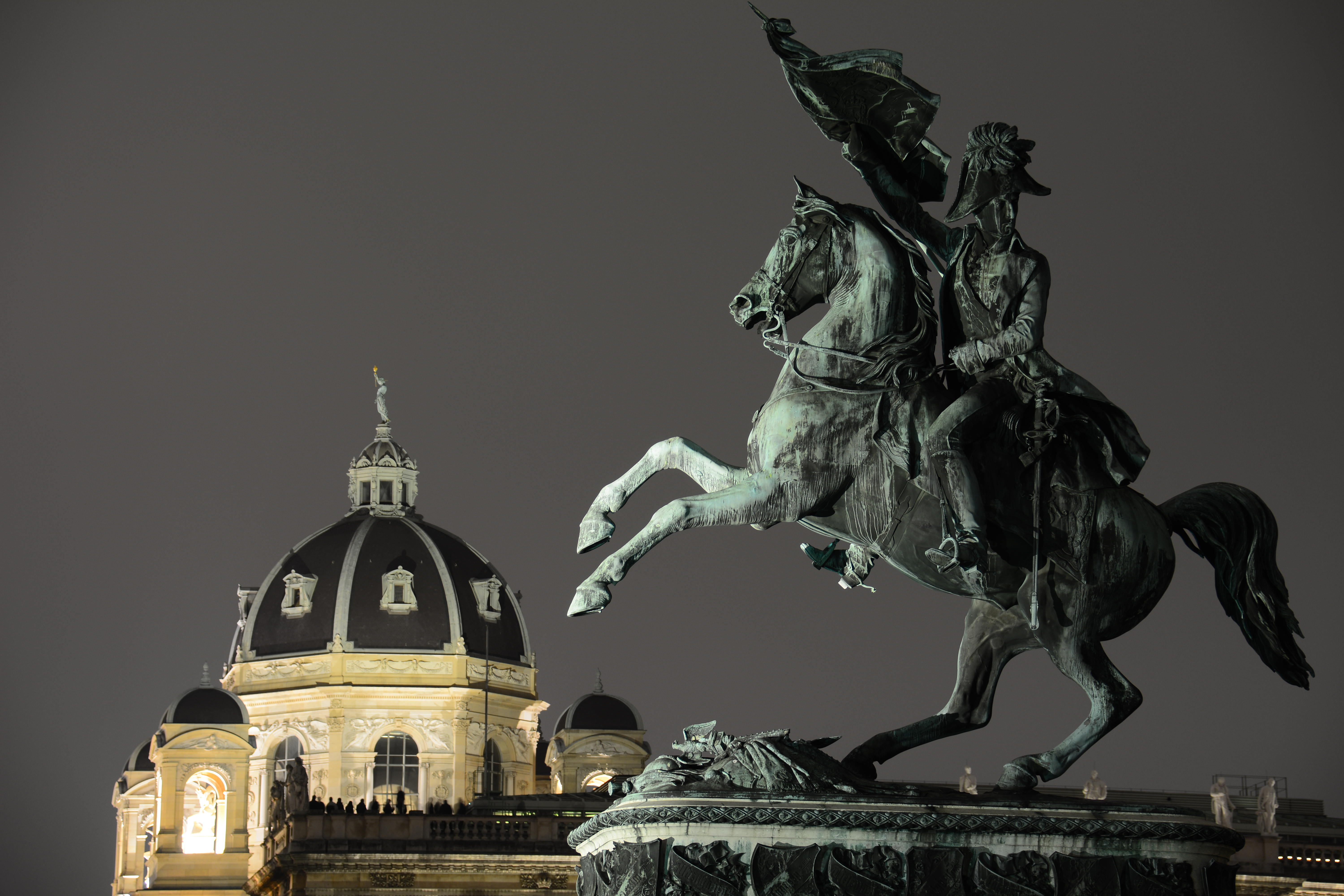
المتحف خلف تمثال "دوق تيشين ".

متحف التاريخ الطبيعي فيينا (بالألمانية: Naturhistorische Museum Wien) يحتوي على نحو 30 مليون قطعة من الآثار المختلفة
 الخاصة بالتاريخ الطبيعي ومن ضمنها أحفورات لحيوانات قديمة منقرضة وديناصورات وتاريخ الإنسان وتطوره؛ ويعد المتحف واحدا من أكبر متاحف العالم للتاريخ الطبيعي، وأحد أكبر متاحف النمسا. توجد بالمتحف أيضا قطعة صخر من أحجار القمر مهداة من ناسا إلى المتحف.
يحتفظ في المتحف  المجموعة الأثرية التي كان القيصر فرانتس يوزف الأول يقتنيها وتعد الآن من الممتلكات الوطنية. والمتحف من تصميم غوتفريد سيمبر و «كارل فرايهر فون هازناور»، وافتتح في عام 1889 في شارع «فينر رينغشتراسه» مقابلا لـ هوفبورغ. في عام 1918 بعد نهاية الحرب العالمية الأولى وإعلان الجمهورية النمساوية أصبح المتحف من ممتلكات جمهورية النمسا.

## تاريخ المتحف

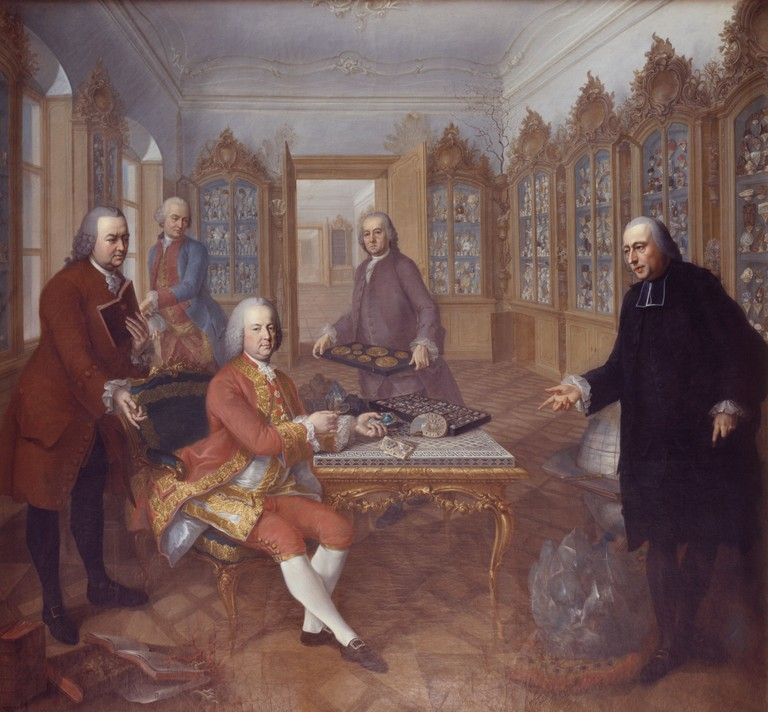
القيصر فرانتس الأول جالسا ومعه الخبراء العلميون

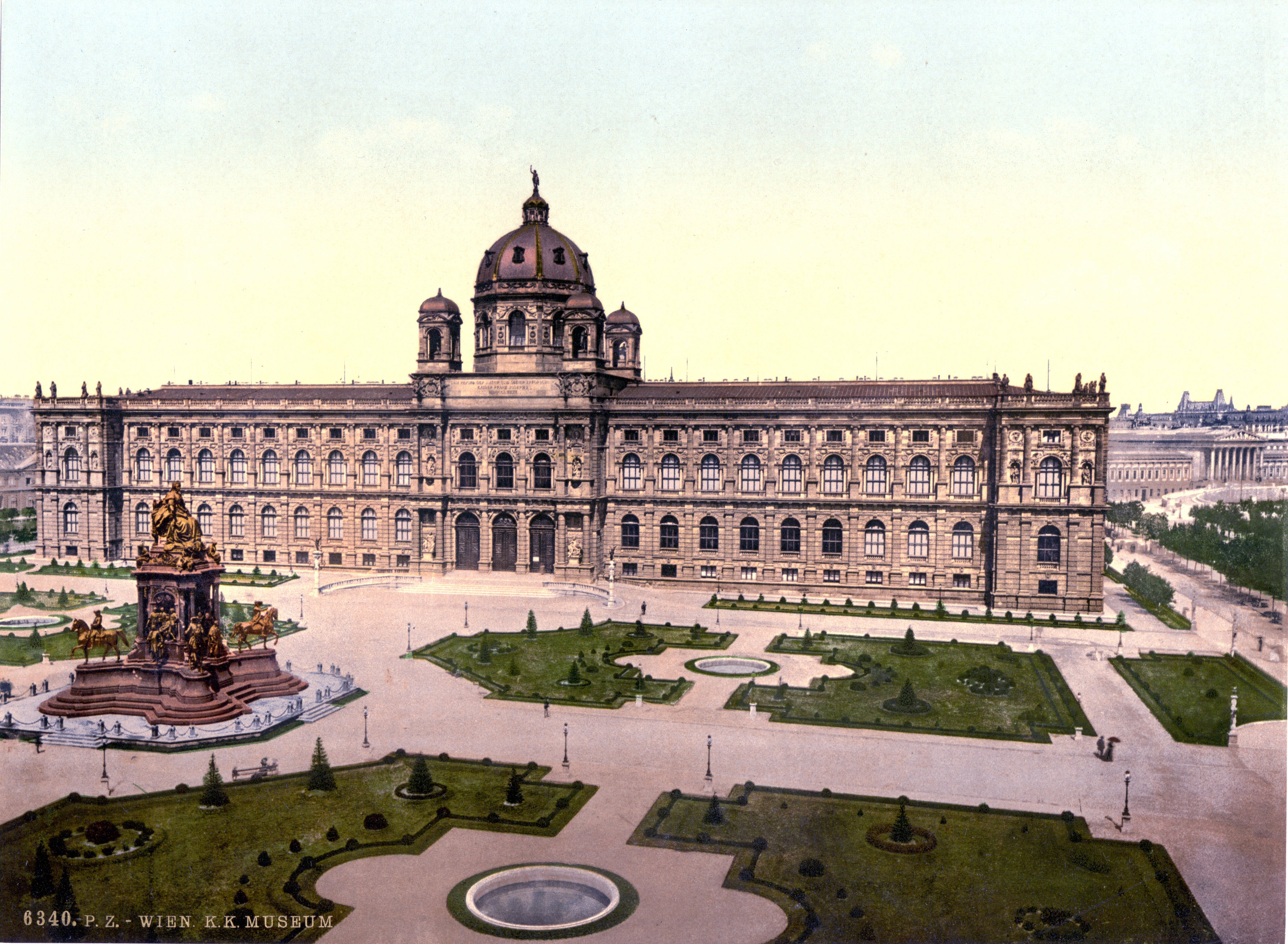
المتحف في ميدان ماريا تريزيا بفيينا ، وفي الخلفية مبنى البرلمان (عام 1900).

في عام 1750 اشتري القيصر «فرانتس الأول ستيفان فون لوترينغن» زوج الملكة ماريا تيريزا ملكة النمسا أكبر مجموعة كانت معروفة في ذلك الوقت من الآثار الطبيعية من «يوهان ريتر فون بايلو» من فلورنسا. كانت تتكون تلك المجموعة من نحو 30.000 قطعة، من ضمنها أحجار مرجان وقواقع وصدفيات وأحجار كريمة ومعادن نادرة؛ ووضعت في ال«هوفبورغ». وصنفت تلك المقتنيات طبقا لتصنيف علمي.
مع الوقت زادت مقتنيات المتحف وضاقت مساحة الـهوفبورغ فإمر القيصر فرانتس يوزف الأول في عام 1857 بإزالة حائط فيينا الذي أصبح غير ضروري وبناء شارع رينغشتراسه واستغلال المساحة الأرضية لبناء متحفين وبينهما ميدان كبير: المتحفان هما متحف التاريخ الطبيعي، والمتحف الآخر هو متحف تاريخ الفنون.

منذ عام 1978 كانت إحدى صلات المتحف مخصصة للتاريخ الإنسان وتطور البشر ووضع بها العديد من المقتنيات. ولكن عالم العلوم الإنسانية البريطاني «أدم كوبر» انتقد الصيغ الموضوعة لوصف العناصر الإنسانية واتهمها بأنها تمثل «وجهة النظر النازية في تصنيف البشر». وبعد عدة مقالات في الصحف ومناقشات في البرلمان أغلفت الصالة في عام 1996 . ثم افتتحت ثانيا في يناير 2013 بعد إعادة الصياغة طبقا لعلم الإنسان الحديث.

## الأقسام
أقسام المتحف:
- قسم علم تطور الإنسان
- قسم تاريخ العلوم
- قسم مملكة النبات
- قسم الأحفورات الجيولوجية
- قسم الكهوف
- قسم المعادن والأحجار
- قسم البيئة
- قسم عصور ما قبل التاريخ
- 1. قسم المملكة الحيوانية (فقريات) وبها وحدة التحليل الجزيئي
- 2. قسم الحيوان (الحشرات) وقسم التحنيط
- 3. قسم الحيوان (لا فقاريات)

## من معروضات المتحف

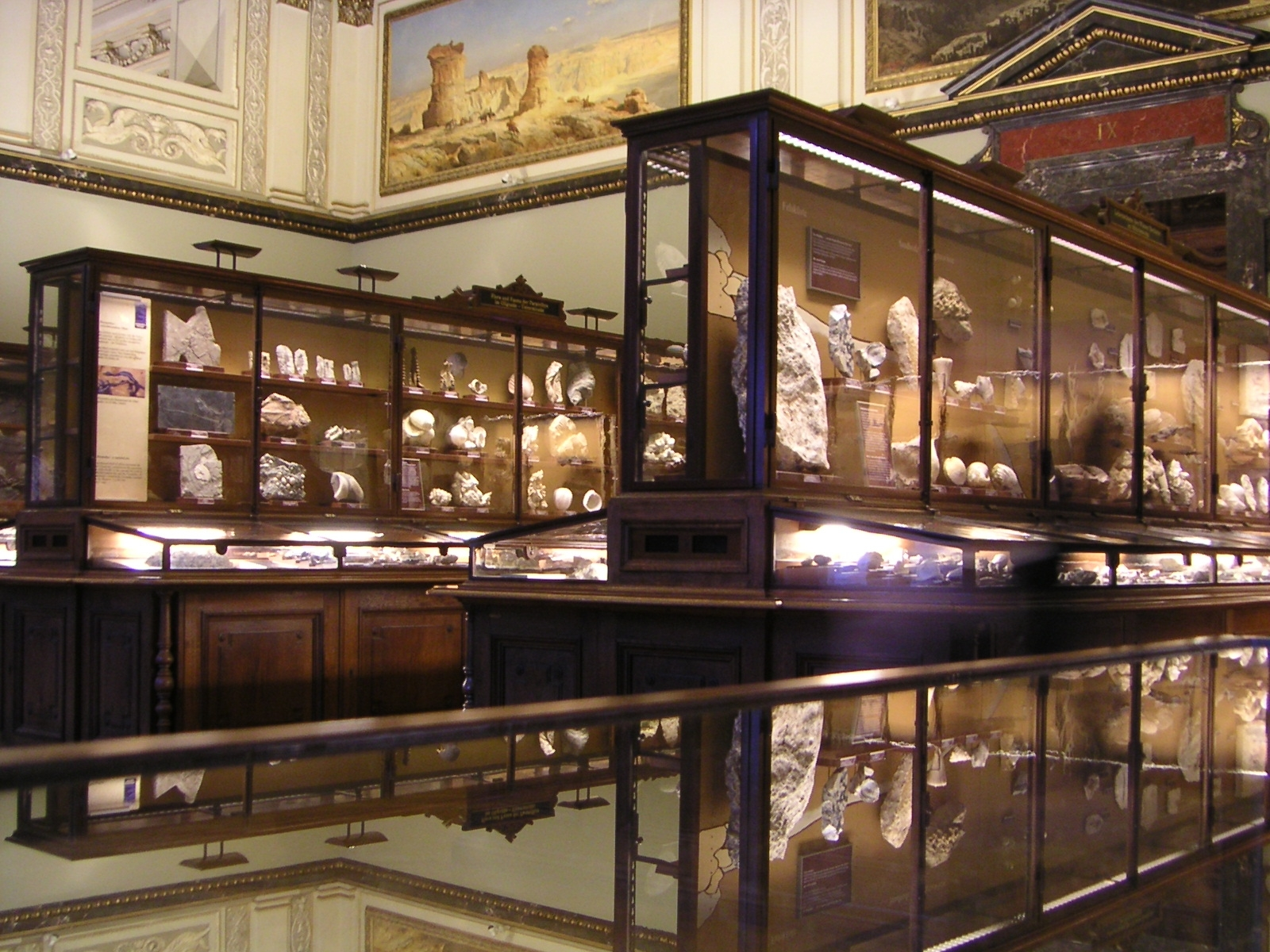
من صالة عرض أحفورات.

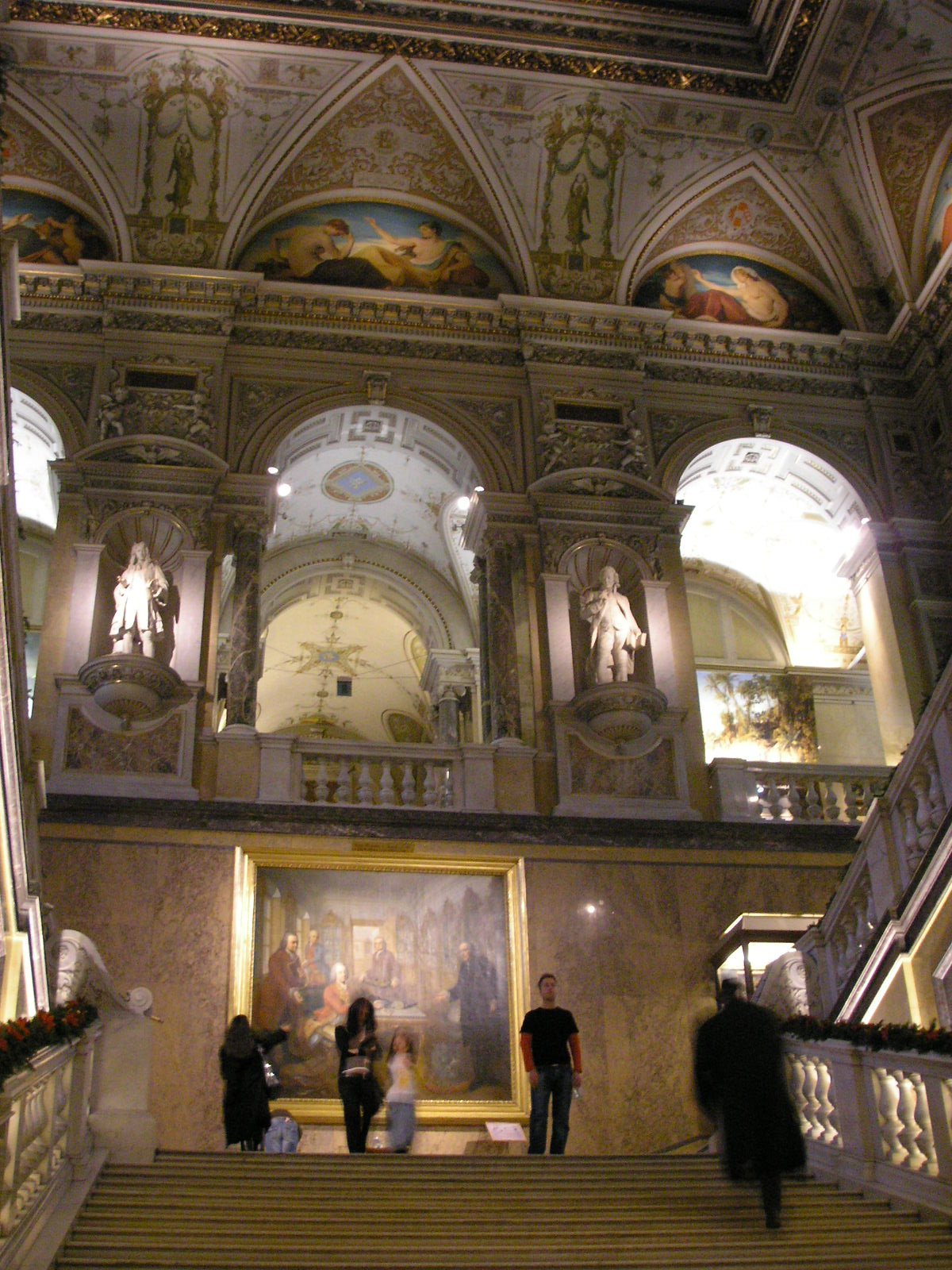
سلم الصالة الرئيسية

ينكون المتحف نفسه من صالة وسطية رئيسية توعلوها قبة على ارتفاع 60 متر، الصالة مزينة بفن عصر النهضة الإيطالي، وعلى القبة يرى إله الشمس الإغريقي هليوس. الواجهة مزينة بتماثيل ونقوش، وفي الداخل تبين النقوش تاريخ اكتشاف العالم وعالم الفضاء. كما يوجد بالمتحف نحو 100 لوحة فنية لعالم العلوم.

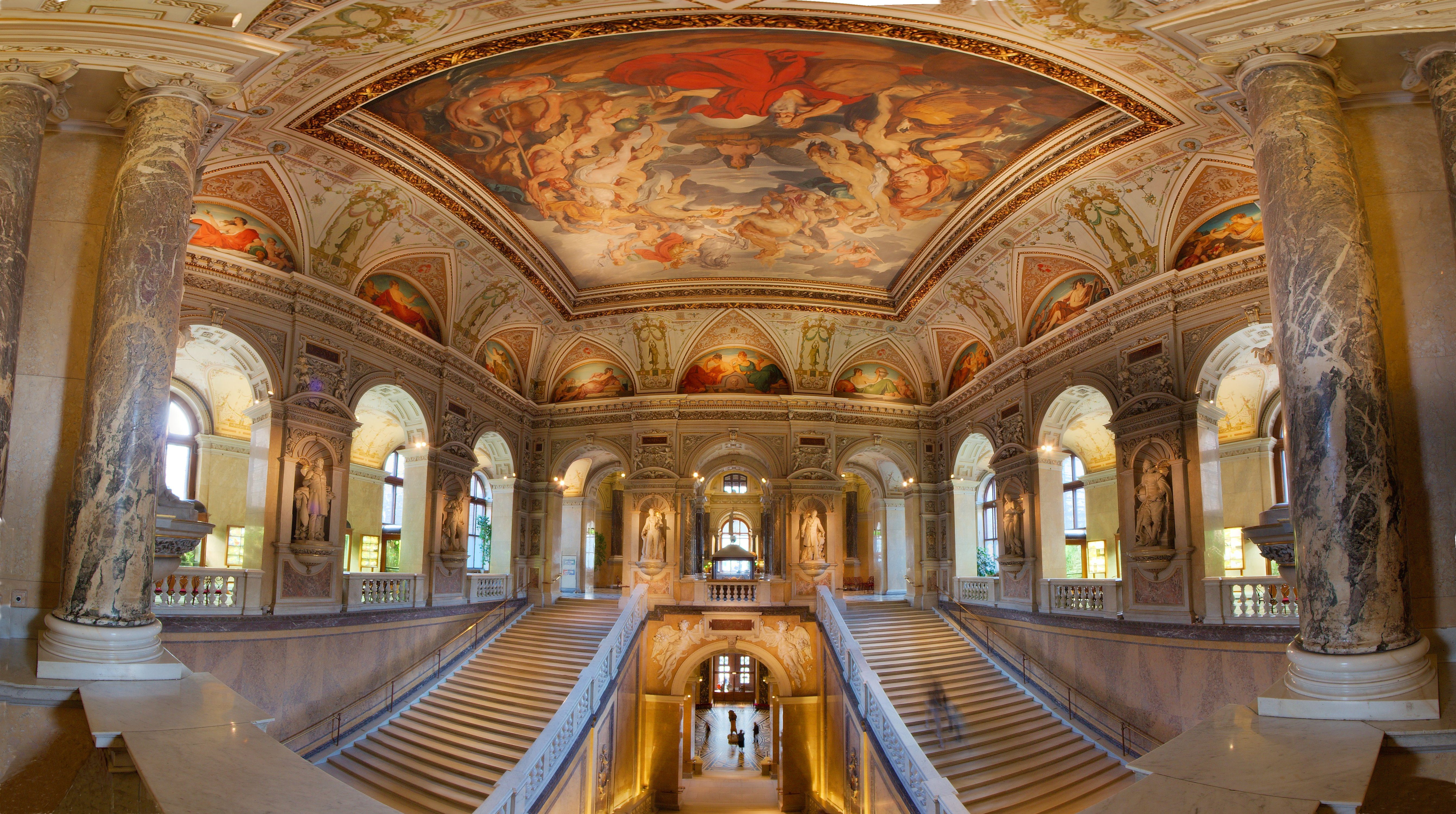
متحف التاريخ الطبيعي من الداخل ، من تصميم "جوتفريد سيمبر" و "فرايهر فون هازناور".
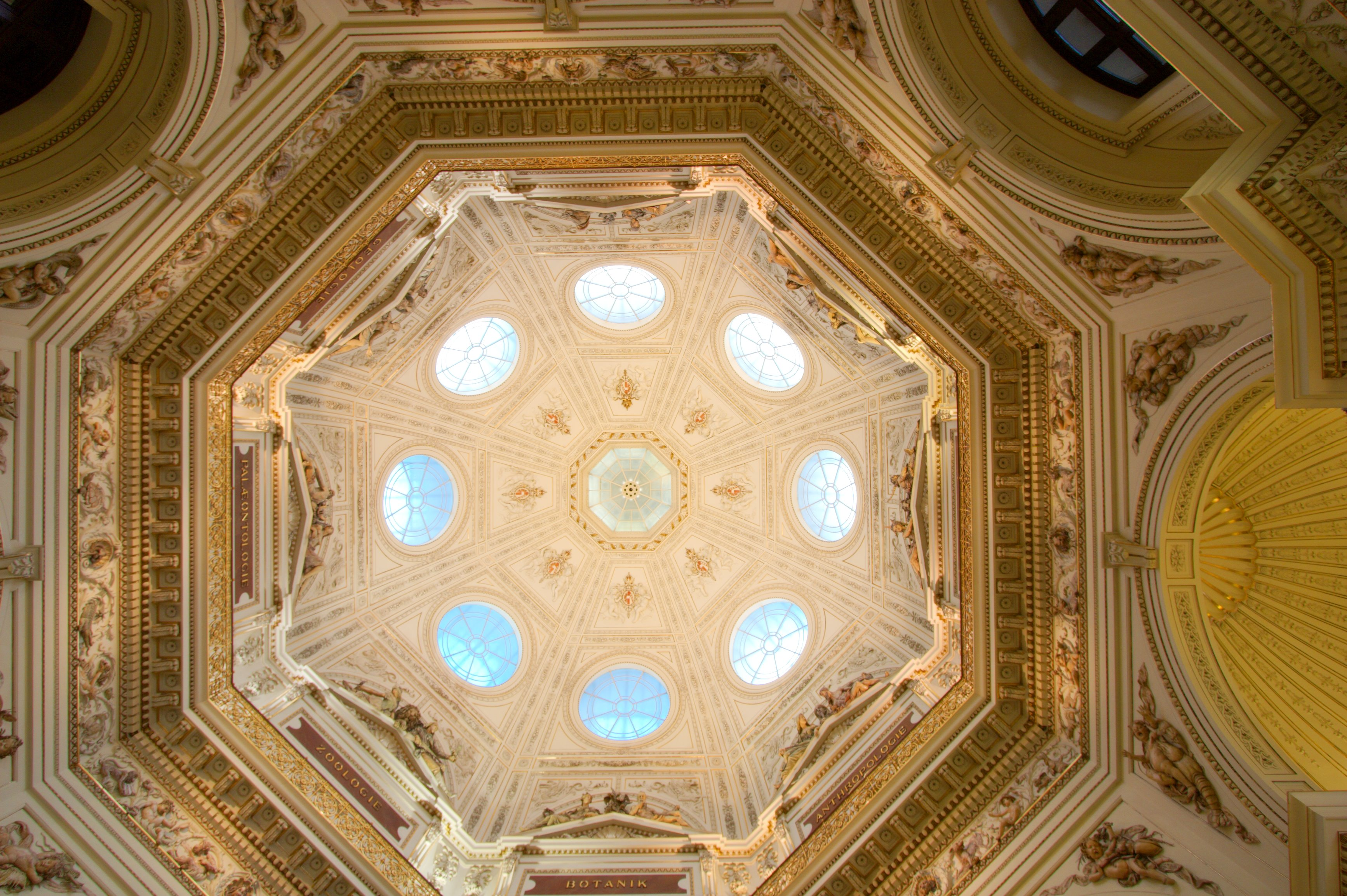
القبة فوق الطالة الرئيسية
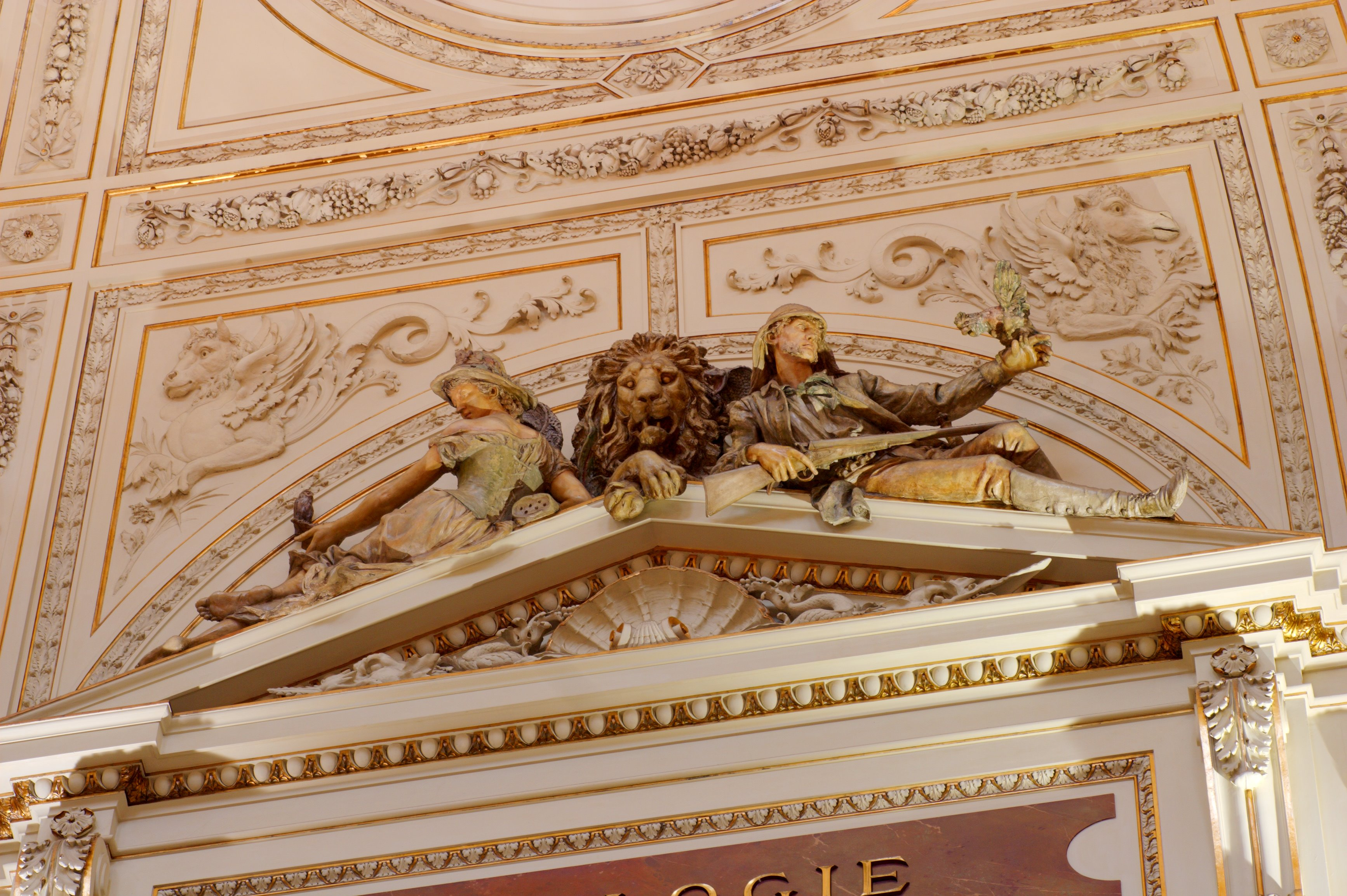
تمثيل عالم الحيوان على القبة
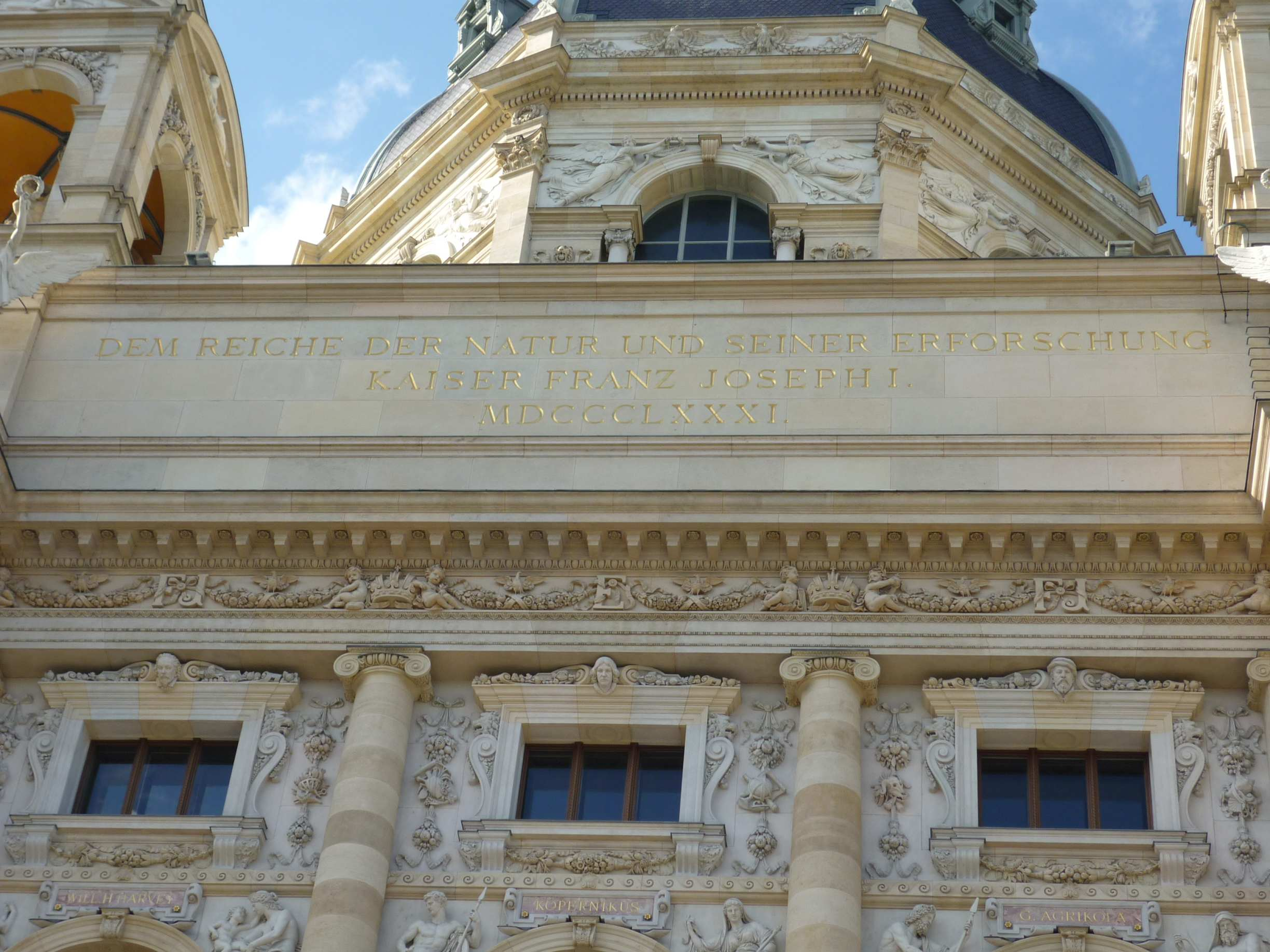
"عالم الطبيعة واكتشافها" - مقولة عن قيصر فرانتس يوزف - 1881.
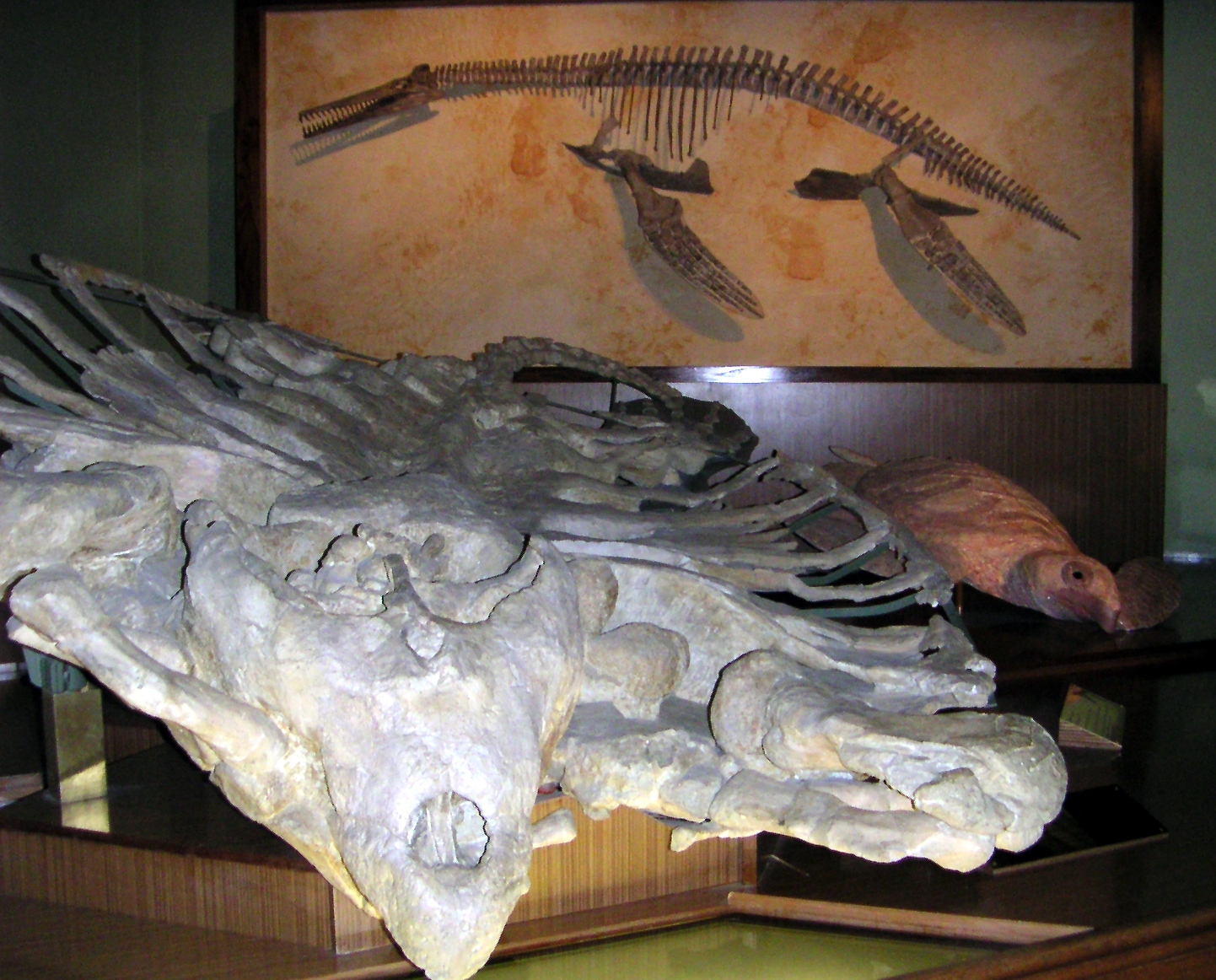
صالة العصور الجيولوجية
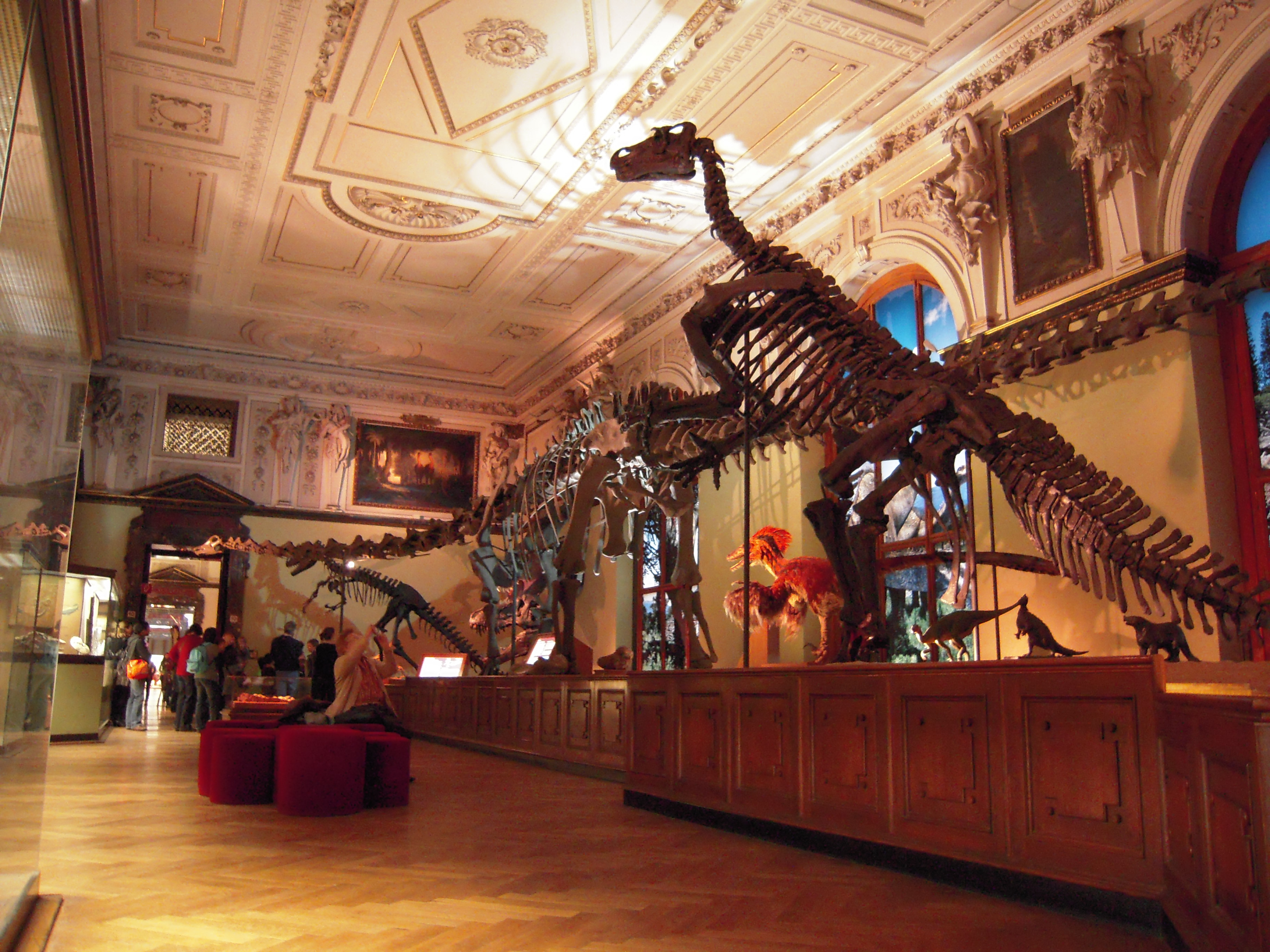
صالة الديناصورات
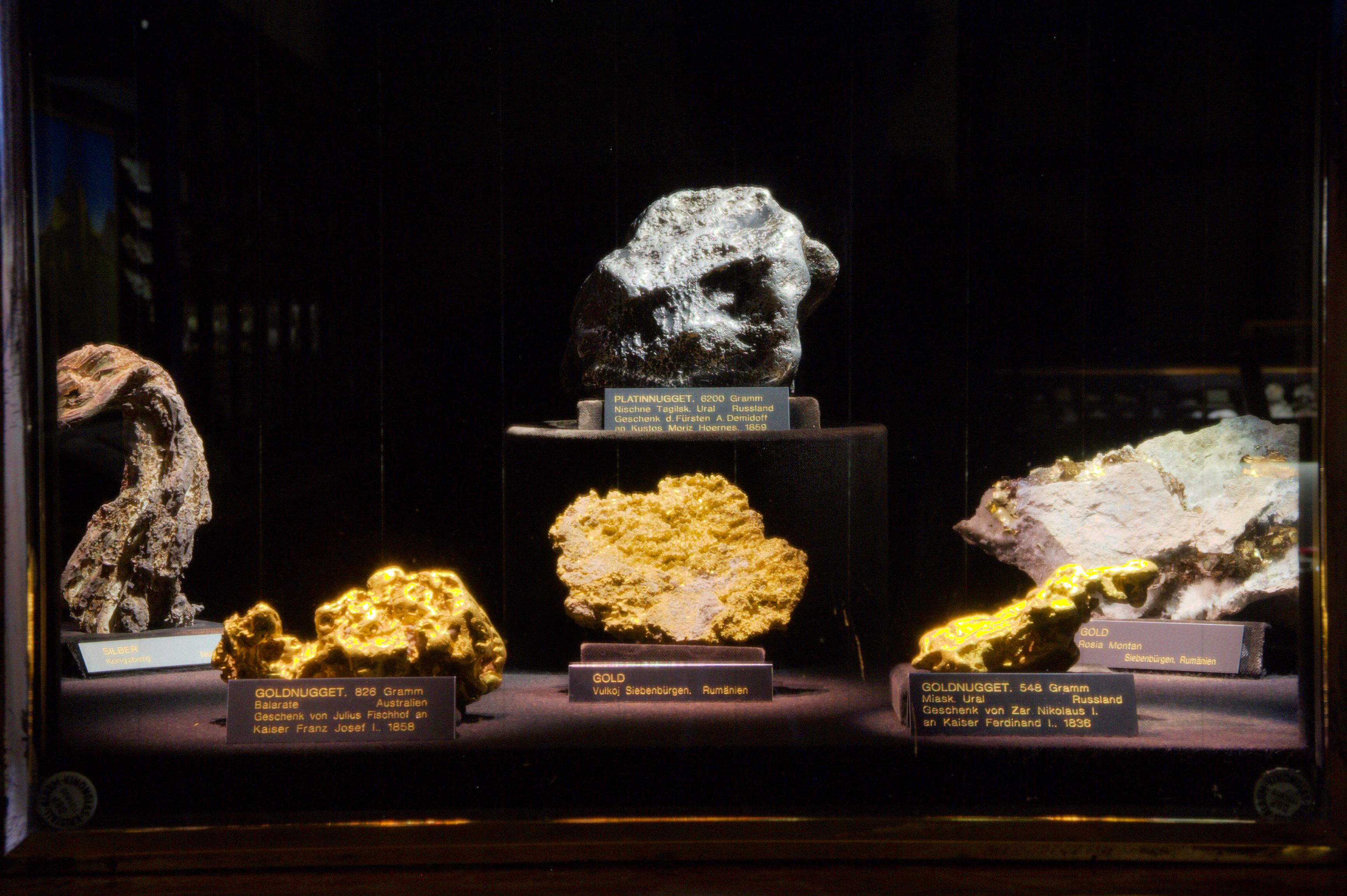
معادن الذهب والبلاتين
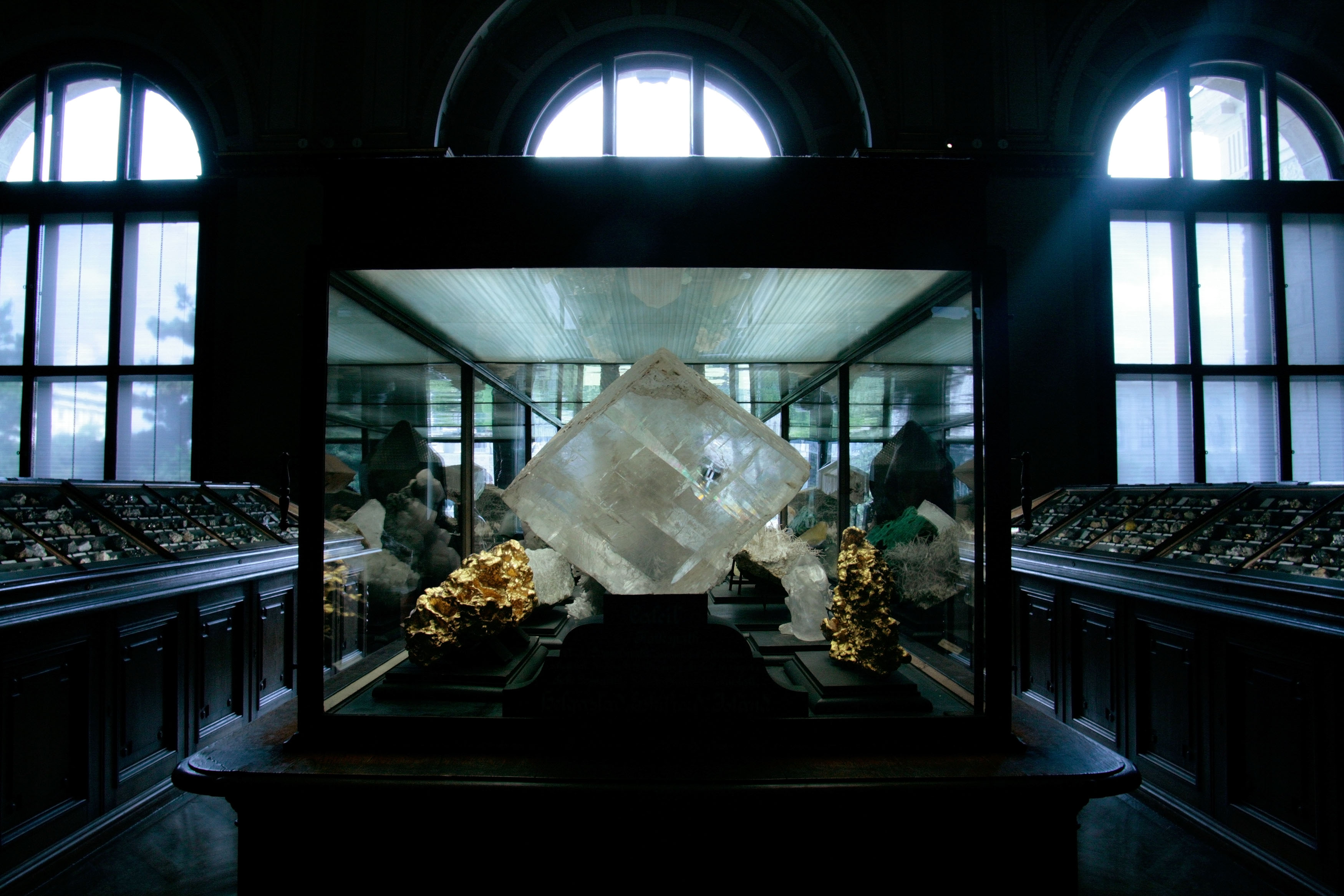
صالة المعادن والأحجار
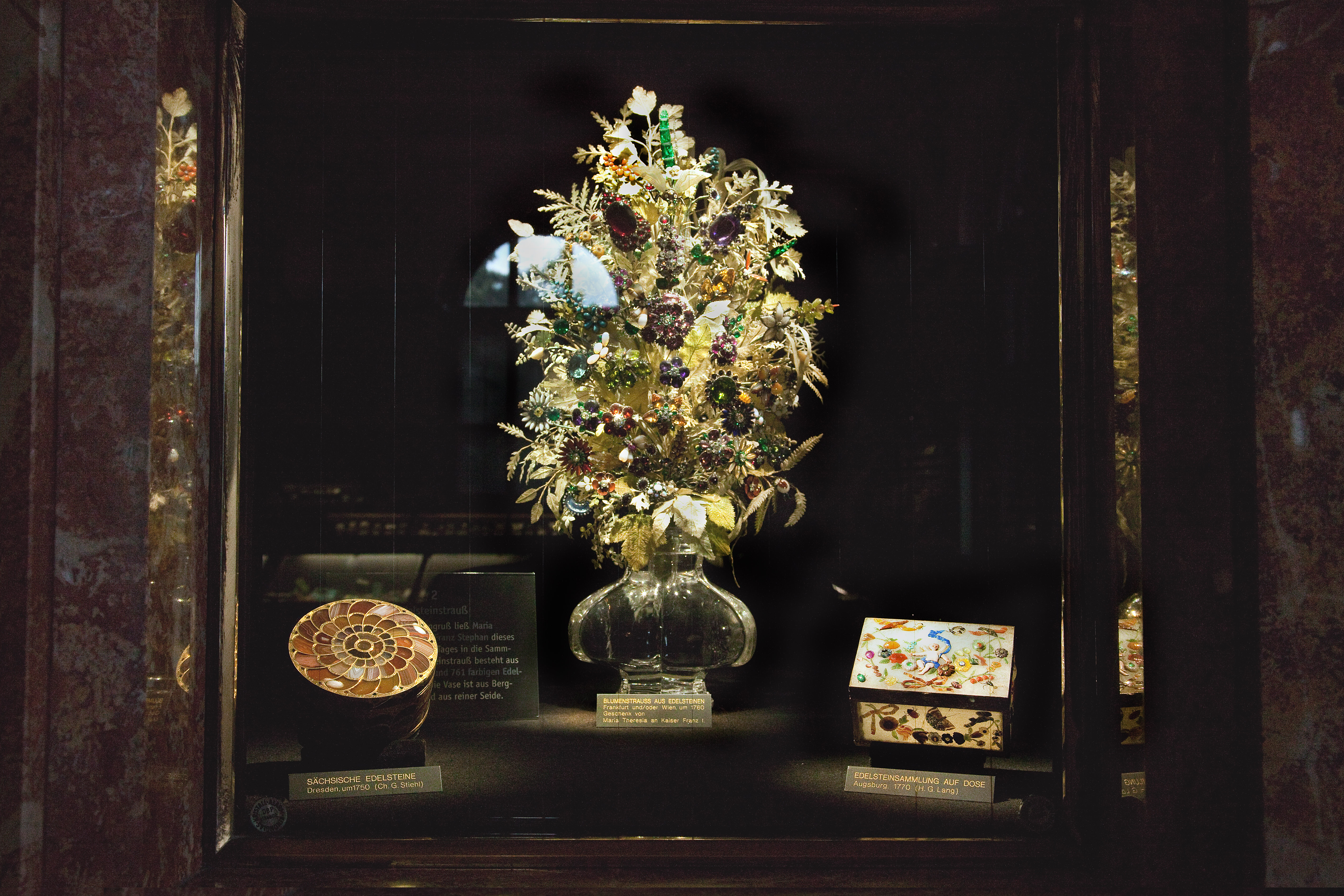
نعامة من الأحجار الكريمة
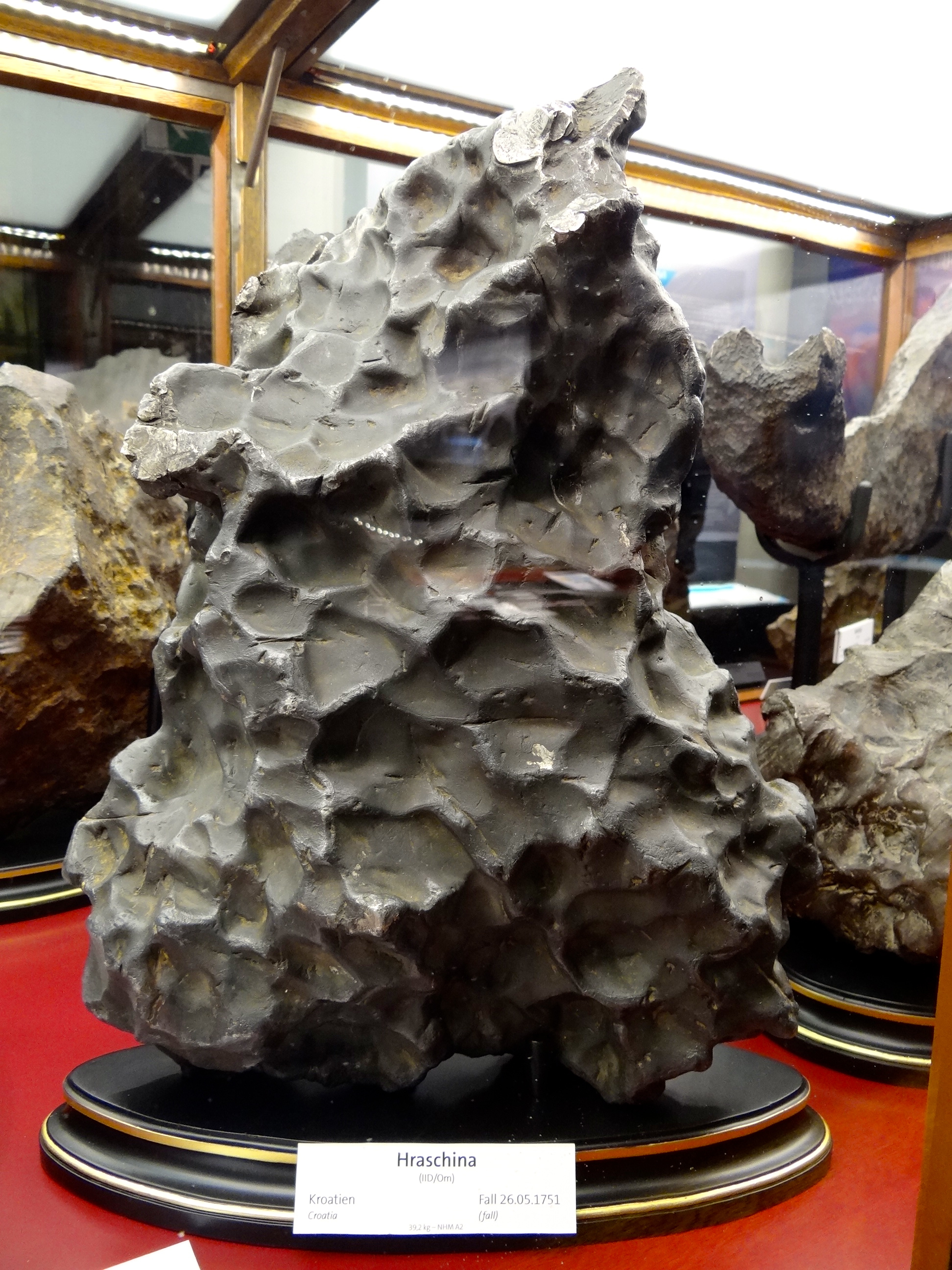
نيزك »Hraschina« من الفضاء الخارجي

المحتويات: يحتوي المتحف على نحو 150.000 قطعة، يُعرض منها نحو 15% فقط.

## قسم الطيور

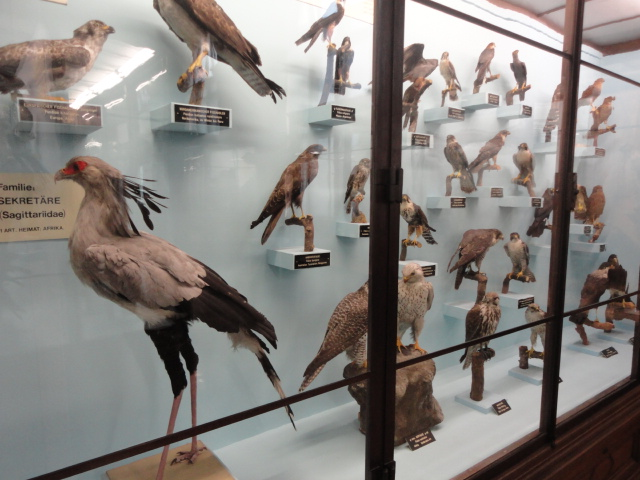
معروضات علم الطيور (1 / 2)
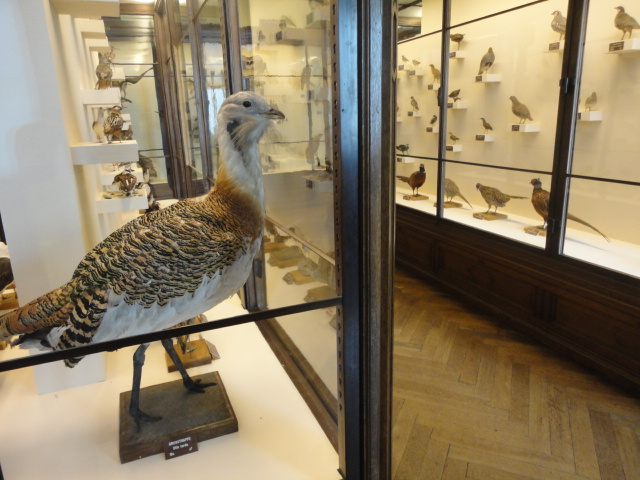
معروضات علم الطيور (2 / 2)
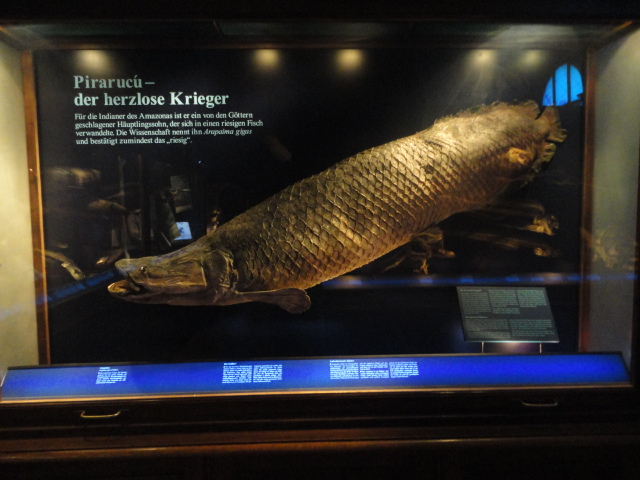
سمكة محنطة Arapaima من نهر الأمازون
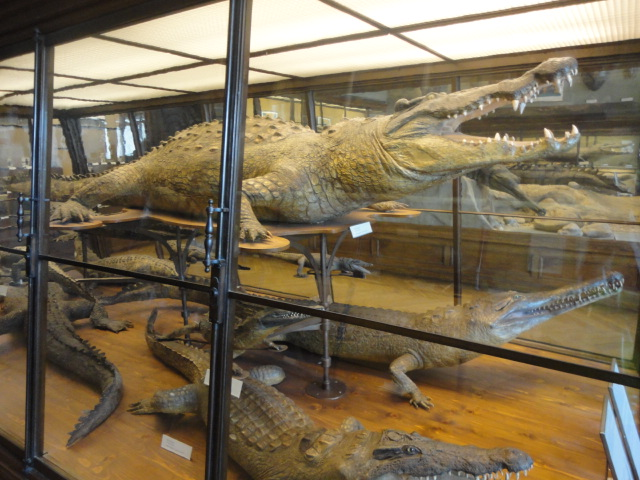
تماسيح

## اقرأ أيضا
- متحف تاريخ الفنون
- آثار مصرية في متحف فيينا
- هوفبورغ